# 中央纪律检查委员会国家监察委员会组织部
中央纪委国家监委组织部，是中国共产党中央纪律检查委员会下属职能部门。

## 历任部长

#### 中央纪委组织部部长
- 张立军（2014年5月—2015年3月）
- 周亮（2015年3月—2017年11月）
- 刘爽（2017年11月—2018年10月）

#### 中央纪委国家监委组织部部长
- 凌激（2018年11月—2022年10月16日）
- 赵世勇（2022年10月30日—）